# Bambini nel tempo
Bambini nel tempo è un romanzo di Ian McEwan pubblicato in Italia nel 1988. Il romanzo è alla base della sceneggiatura del film Bambini nel tempo.

## Trama
Stephen, scrittore "per caso" di romanzi per l'infanzia, e Julie, musicista, sono una coppia londinese con una bambina piccola, Kate. Un giorno Kate viene rapita dal supermercato in cui si trovava con il padre: da quel momento non se ne ha alcuna notizia, e la sua scomparsa è un peso troppo grande da affrontare per i suoi genitori. Pur legati da un grande affetto, i due coniugi affrontano in modo diversissimo il dramma familiare e finiscono col separarsi. Mentre Stephen resta nell'appartamento della coppia, in città, la moglie si rifugia in un cottage di campagna, isolata da tutti.
Stephen crede più volte di riconoscere il viso di sua figlia nelle bambine sue coetanee che incontra, si rintana in casa, smette di scrivere, e intanto ripercorre col pensiero le fasi salienti della sua vita: la sua infanzia al seguito del padre militare, la sua amicizia con Charles, suo primo editore e mentore (e successivamente politico di spicco) e la moglie Thelma, astrofisica che lo affascina con i suoi complessi discorsi sulla fluidità dello spazio e del tempo, il suo rapporto con i genitori, e l'ultima fase della sua vita, quella solitaria e scandita dal solo ritmo dei periodici noiosi incontri con gli studiosi della "Commissione governativa sull'educazione dell'infanzia".
Nel cercare di elaborare il suo lutto, Stephen viene aiutato da due eventi in particolare. Il primo riguarda i suoi amici: dopo il supporto morale datogli in seguito alla scomparsa della figlia, da Thelma in particolare, decidono di rifugiarsi in campagna, apparentemente per permettere a Charles di riposarsi dopo la sua intensa stagione di partecipazione politica e di fittissima frequentazione del Primo Ministro, e a Thelma di dedicarsi ai suoi studi di astrofisica. In realtà, Stephen scoprirà che il suo amico è sempre stato affetto da una forma di doppia personalità, che gli faceva spingere all'eccesso sulla sua vita mondana e professionale all'esterno, mentre lo faceva regredire a bambino nella vita privata. Il secondo riguarda i suoi genitori: Stephen sogna un evento particolare legato alla sua infanzia e, non riuscendo a focalizzarlo, ne chiede conto ai suoi anziani genitori. Mentre il padre sembra averlo dimenticato o meglio rimosso, la madre fa capire di ricordarlo bene.
Solo una volta Stephen decide di andare a trovare Julie: il percorso verso il suo cottage, dove non è mai stato, sembra familiare a Stephen, e prima di arrivare gli sembra addirittura di riconoscere, in due persone all'interno di un pub, i suoi genitori da giovani. Arrivato a casa della moglie, superato l'imbarazzo iniziale, i due si ritrovano a fare l'amore spinti dal sentimento che ancora c'è tra loro, e da una parvenza di familiarità ritrovata, che però svanisce subito dopo.
Quando Stephen va a trovare la madre, un giorno che il padre è assente, ascolta il racconto riferito all'episodio del suo sogno, e scopre che esso è avvenuto quando lui era appena stato concepito, precisamente nei luoghi percorsi per arrivare a casa di Julie, nei momenti in cui sua madre stava decidendo di non farlo nascere visto lo scarso entusiasmo dimostrato verso la notizia dall'allora fidanzato. Proprio in quel pub sua madre aveva visto alla finestra un bambino, che aveva riconosciuto come suo figlio, e a quel punto si era resa conto che quel bambino per lei era già nato: i suoi genitori si erano chiariti e lo avevano, in definitiva, "concepito" consapevolmente in quel momento.
Nei giorni successivi, mentre è tallonato dal Primo Ministro che vuole avere notizie di Charles di cui non sa più nulla, Stephen riceve una telefonata di Thelma: raggiuntala in campagna, scopre che Charles è morto, in mezzo al bosco dove ormai dava pieno sfogo alle sue pulsioni bambinesche, in seguito a un litigio con la moglie. Dopo averlo portato in casa, ascolta da lei la descrizione del suo tormento nel cercare di tenere in equilibrio la vita del marito dalla doppia personalità, perennemente infelice sia come adulto che come bambino, culminata nella sua morte inscenata come una ripicca infantile. Qui Thelma rimprovera Stephen di non aver colto l'occasione di felicità che invece a lei è mancata: nell'istante in cui dice questo, suona il telefono, ed è Julie che cerca Stephen, chiedendogli di raggiungerla con urgenza.
Stephen, a notte fonda, prende il primo treno a disposizione, realizzando il suo sogno di bambino di viaggiare nella cabina del macchinista. Ripercorre i luoghi che ora sa di aver conosciuto prima di nascere, e capisce qual è l'urgenza per la quale Julie lo ha chiamato. Giunto da lei, e in assenza dell'ostetrica che tarda ad arrivare, la aiuta a dare alla luce il loro bambino.

## Edizioni
- Ian McEwan, Bambini nel tempo, Einaudi, 1988.